# Петро-Павловский, Александр Иванович
Александр Иванович Петро-Павловский (1847 — после 1917) — русский судебный деятель, сенатор, тайный советник.

## Биография
Родился 20 ноября (2 декабря) 1847 года.
В 1869 году окончил юридический факультет Санкт-Петербургского университета со степенью кандидата прав. По окончании университета, с 25 сентября, поступил на службу во 2-й гражданский департамент Правительствующего Сената, где последовательно занимал должности: помощника секретаря, секретаря и исправляющего должность обер-секретаря. По закрытии 2-го департамента Сената в 1877 году получил назначение на должность члена Саратовского окружного суда, в котором и прослужил пять лет в гражданском и пять лет в уголовном его отделениях.
После произведённой в 1887 году ревизии Астраханской палаты уголовного и гражданского суда, был назначен председателем этой палаты. Во время его службы в Астраханской губернии, при его участии и под непосредственным его руководством и надзором, близ города Астрахани устроена исправительная земледельческая колония для малолетних преступников. Приняв от своего предшественника всего около 12 тысяч рублей, на сделанные ему пожертвования, выстроил все необходимые для колонии постройки, стоившие более 16 тысяч рублей, построил для колонии отдельную церковь, стоившую свыше 12 тысяч рублей, собрал в неприкосновенный капитал около 32 тысяч рублей и, процентами с этого капитала, субсидиями, исходатайствованными от городов Астраханской губернии, и арендной платой за береговую полосу, отведённой казной земли — обеспечил для содержания колонии ежегодный доход в семь тысяч рублей. Ввиду ожидавшейся в губернии судебной реформы перестроил и отремонтировал здание палаты.
В 1894 году был назначен председателем вновь открывшегося Астраханского суда, 1 января 1895 года был произведён в действительные статские советники и в том же году, по поручению министра юстиции, производил обозрение делопроизводства уездных членов окружного суда, городских судей и мировых судей губернии и в том же году назначен был почётным мировым судьёй Астраханского округа, в каковом звании и состоял два трёхлетия.  В 1896 году составил наказ окружного суда и открыл ссудосберегательную кассу для его служащих с неприкосновенным капиталом в пять тысяч рублей из пожертвованных на то денег. В 1897 году был назначен председателем Самарского окружного суда. В короткое время своей службы в Самаре (около года) исходатайствовал у министра юстиции разрешение на перестройку здания суда, пришедшего в ветхость и представлявшего большую опасность в пожарном отношении, и составил для этого план и смету.
В 1899 году назначен был председателем департамента Тифлисской судебной палаты. Под его председательством и частью по его докладам разрешены были все накопившиеся в департаменте дела и в том числе многомиллионные споры казны с частными лицами о нефтеносных землях в Бакинской губернии. В судебном мире на Кавказе Петро-Павловский приобрёл широкую популярность и уважение не только сослуживцев, но и адвокатуры. Ввиду оставления им поста председателя судебной палаты, тифлисские присяжные поверенные поднесли ему адрес, в котором заявили, что судебная деятельность его навсегда останется для них одним из самых светлых и отрадных воспоминаний. Кроме того, получил такой же адрес и от бакинской адвокатуры, признавшей, между прочим, что «суд под его председательством был поистине судом скорым и правым», и высказавшей искреннее пожелание, «чтобы он ещё долго оставался в рядах судебных деятелей».
С 25 августа 1904 года получил назначение сенатором — присутствующим в Гражданском кассационном департаменте Правительствующего Сената; с 10 марта 1910 года — и в соединённом присутствии 1-го и кассационных департаментов.
Судьба после 1917 года неизвестна. Был женат на баронессе Варваре Карловне Медем (1859—06.11.1916). Их дочь Надежда 14 января 1908 года вышла замуж за штабс-ротмистра Константина Георгиевича Габаева.

## Награды
- орден Святого Станислава 2-й ст. (1881)
- орден Святой Анны 2-й ст. (1886)
- орден Святого Владимира 3-й ст. (1900)
- орден Святого Станислава 1-й ст. (1903)
- орден Святой Анны 1-й ст. (1908)
- орден Святого Владимира 2-й ст. (1912)